# José Policarpo
José da Cruz Policarpo GCC (Caldas da Rainha, Alvorninha, 26 de Fevereiro de 1936 – Lisboa, Santa Maria dos Olivais, 12 de Março de 2014) foi um cardeal português. Como D. José IV, foi patriarca de Lisboa entre 1998 e 2013. Nomeado cardeal em 2001, assumiu até 2013 o título de cardeal-patriarca de Lisboa.

## Biografia
Foi o mais velho de nove filhos e filhas de José Policarpo, Jr. (Pego, Alvorninha, 18 de Abril de 1902 – Odivelas, 20 de Outubro de 1987) e de sua mulher Maria Gertrudes Rosa (Benedita, 17 de Outubro de 1909 – Alvorninha, 6 de Setembro de 1994), casados em Alvorninha a 26 de Janeiro de 1935.
Estudou filosofia e teologia nos seminários de Santarém, Almada e Olivais, em Lisboa, tendo-se licenciado (2.º grau canónico) em Teologia Dogmática, em 1968, pela Pontifícia Universidade Gregoriana de Roma, com uma tese intitulada Teologia das religiões não cristãs. Prosseguiu os seus estudos na mesma universidade, tendo-se doutorado também na área da Teologia Dogmática com a tese "Sinais dos Tempos. Génese histórica e interpretação teológica". Foi ordenado sacerdote em 15 de Agosto de 1961.
Foi nomeado bispo-auxiliar de Lisboa em 26 de Maio de 1978, sendo a sua ordenação episcopal datada de 29 de Junho de 1978. Foi um activo colaborador do cardeal patriarca D. António Ribeiro, tendo sido seu vigário-geral. Foi nomeado arcebispo coadjutor de Lisboa a 5 de Março de 1997, tendo por isso direito de sucessão.
José Policarpo foi reitor da Universidade Católica Portuguesa, entre 1988 e 1992, depois de ter exercido funções como professor auxiliar (1971), professor extraordinário (1977) e professor ordinário (1986) da Faculdade de Teologia. Dirigiu a Faculdade de Teologia da Universidade Católica Portuguesa, entre 1974 e 1980 e, de novo, entre 1985 e 1988, e presidiu à Comissão Instaladora do Centro Regional do Porto, entre 1985 e 1987. Foi igualmente reitor do Seminário dos Olivais, de 1970 até 1997.
Protagonista da renovação cultural da Igreja Católica em Portugal, teve cerca de cinquenta obras publicadas, era sócio honorário da Academia das Ciências de Lisboa e académico de mérito da Academia Portuguesa de História.
A 11 de Maio de 2010 foi agraciado com a Grã-Cruz da Ordem Militar de Cristo.
Morreu a 12 de Março de 2014, aos 78 anos, vítima de um aneurisma na aorta durante uma cirurgia cardíaca. O seu corpo encontra-se no Panteão dos Patriarcas de Lisboa.

## Cardinalato
Com o falecimento do Cardeal Patriarca D. António Ribeiro, D. José da Cruz Policarpo sucedeu como 16.º Patriarca de Lisboa em 24 de Março de 1998. O pálio, insígnia dos metropolitas, foi-lhe imposto pelo cardeal-bispo Angelo Sodano, Secretário de Estado do Vaticano, numa celebração antecipada dos Santo Apóstolos Pedro e Paulo, em 28 de junho de 1998, na Igreja do Mosteiro dos Jerónimos, no contexto do dia da Santa Sé na Exposição Mundial de 1998 que decorreu na cidade de Lisboa. Este cargo detém o raríssimo privilégio perpétuo do prelado que o ocupar ser nomeado cardeal no consistório seguinte ao da sua investidura no mesmo, tendo isso acontecido em 21 de Fevereiro de 2001. Nesta data D. José da Cruz Policarpo foi criado cardeal pelo Papa João Paulo II, tendo-lhe sido outorgado o título de cardeal-presbítero de S. Antonio in Campo Marzio, que corresponde à Igreja de Santo António dos Portugueses. Tomou posse desta igreja em 27 de maio de 2001. Como D. José IV, foi patriarca de Lisboa entre 1998 e 2013. Tendo sido nomeado cardeal em 2001, assumiu o título de cardeal patriarca de Lisboa até à data da nomeação do seu sucessor. Foi presidente da Conferência Episcopal Portuguesa entre 1999 e 2005 e depois entre 2011 e 2013.

## Conclaves
Enquanto cardeal eleitor, participou no Conclave de 2005 que elegeu Joseph Alois Ratzinger como Papa Bento XVI.
Em 2013, participou no Conclave de 2013, que elegeu Jorge Mario Bergoglio como Papa Francisco, que sucede a Bento XVI.

## Controvérsias
A 14 de Janeiro de 2009, José Policarpo causou alguma controvérsia quando, num simpósio, pediu às jovens portuguesas que pensassem duas vezes antes de casar com um muçulmano. Para Policarpo tais casamentos acarretariam um "monte de sarilhos que nem Alá sabe onde terminam". Disse ainda que o diálogo com a comunidade muçulmana seria difícil e que a mesma não seria aberta a críticas. A comunidade muçulmana em Portugal revelou-se magoada com as palavras do cardeal, enquanto que para a Igreja as declarações são antes um convite a um diálogo mais aberto e um apelo ao conhecimento mútuo. A ONG de direitos humanos Amnistia Internacional considerou as afirmações "discriminatórias e separativas".

## Renúncia
A 18 de Fevereiro de 2011, o próprio cardeal anunciou que enviou uma carta ao Papa Bento XVI, renunciando ao Patriarcado, uma vez que em 26 de Fevereiro completaria 75 anos, idade limite para o exercício da prelatura.
| “ | Ontem mesmo escrevi a carta ao Papa – está previsto no direito canónico que um bispo, quando cumpre os 75 anos, pede ao Santo Padre a resignação do seu mandato" – e fico à espera da sua decisão. | ” |

A 19 de Junho de 2011, Policarpo revelou a resposta do Santo Padre, pedindo que permanecesse por mais dois anos.
| “ | Gostava de vos anunciar, hoje, Dia da Igreja Diocesana, que o Santo Padre Bento XVI já respondeu ao meu pedido de resignação, pedindo-me que prolongue o meu ministério episcopal, na Igreja de Lisboa, por mais dois anos. Serei até ao último minuto o Bispo que Deus deu à sua Igreja, para a conduzir nos caminhos da comunhão. | ” |

É uma orientação que não surpreende, já que a regra que tem sido utilizada pelo Vaticano em relação aos cardeais aponta para que se mantenham no cargo por mais dois a três anos além dos 75. O Papa Bento XVI voltou a aplicar uma antiga tradição: enquanto um cardeal não atinge os 80 anos, o seu sucessor nunca é nomeado cardeal. Ou seja, nos quatro anos seguintes, o sucessor de Policarpo nunca receberia o título de cardeal por parte de Roma.
A sua renúncia foi finalmente aceite a 18 de maio de 2013, tendo o Papa Francisco nomeado como seu sucessor o bispo D. Manuel José Macário do Nascimento Clemente, bispo do Porto. Desta forma passa a ser referido como Cardeal-patriarca emérito. Permaneceu em funções como administrador apostólico da diocese até à tomada de posse de D. Manuel Clemente.

## Ordenações[15]

### Ordenações presbíteros
- Alexandre Coutinho Lopes de Brito Palma [16] (2006)

### Ordenações episcopais
- Tomás Pedro Barbosa da Silva Nunes † (1998)
- Manuel José Cardeal Macário do Nascimento Clemente (2000)
- António Montes Moreira, O.F.M. (2001)
- Carlos Alberto de Pinho Moreira Azevedo (2005)
- Joaquim Augusto da Silva Mendes, S.D.B. (2008)
- Ildo Augusto dos Santos Lopes Fortes (2011)
- José Manuel Garcia Cordeiro (2011)
- Nuno Brás da Silva Martins (2011)

E foi consagrante de:
- Albino Mamede Cleto † (1983)
- José Francisco Sanches Alves (1998)